# Mayu

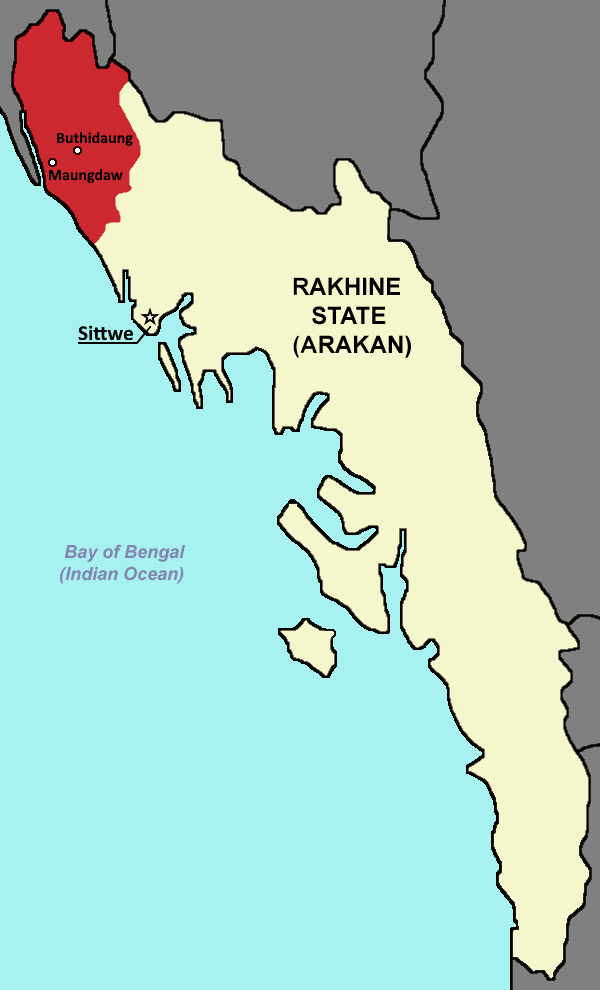
Mayu en rouge au sein de l'État d'Arakan.

Mayu est une zone située à l'ouest de l'État d'Arakan en Birmanie, ayant administrativement existé sous le nom de district frontalier de Mayu entre 1961 et 1964. Elle est surtout peuplée de musulmans rohingyas qui se sont installés dans cette région à partir du XVIe siècle puis sous la domination britannique au XIXe siècle. 
Dans les années 1940, alors que le mouvement pour le Pakistan est sur le point de se concrétiser, des musulmans de la région demandent le rattachement de Mayu au futur Pakistan, sans résultat.
Frontalière avec le Bangladesh, la région est le lieu de conflits et d'importantes persécutions des musulmans par les autorités birmanes.